# 安房鴨川駅
安房鴨川駅（あわかもがわえき）は、千葉県鴨川市横渚にある、東日本旅客鉄道（JR東日本）の駅である。

## 概要

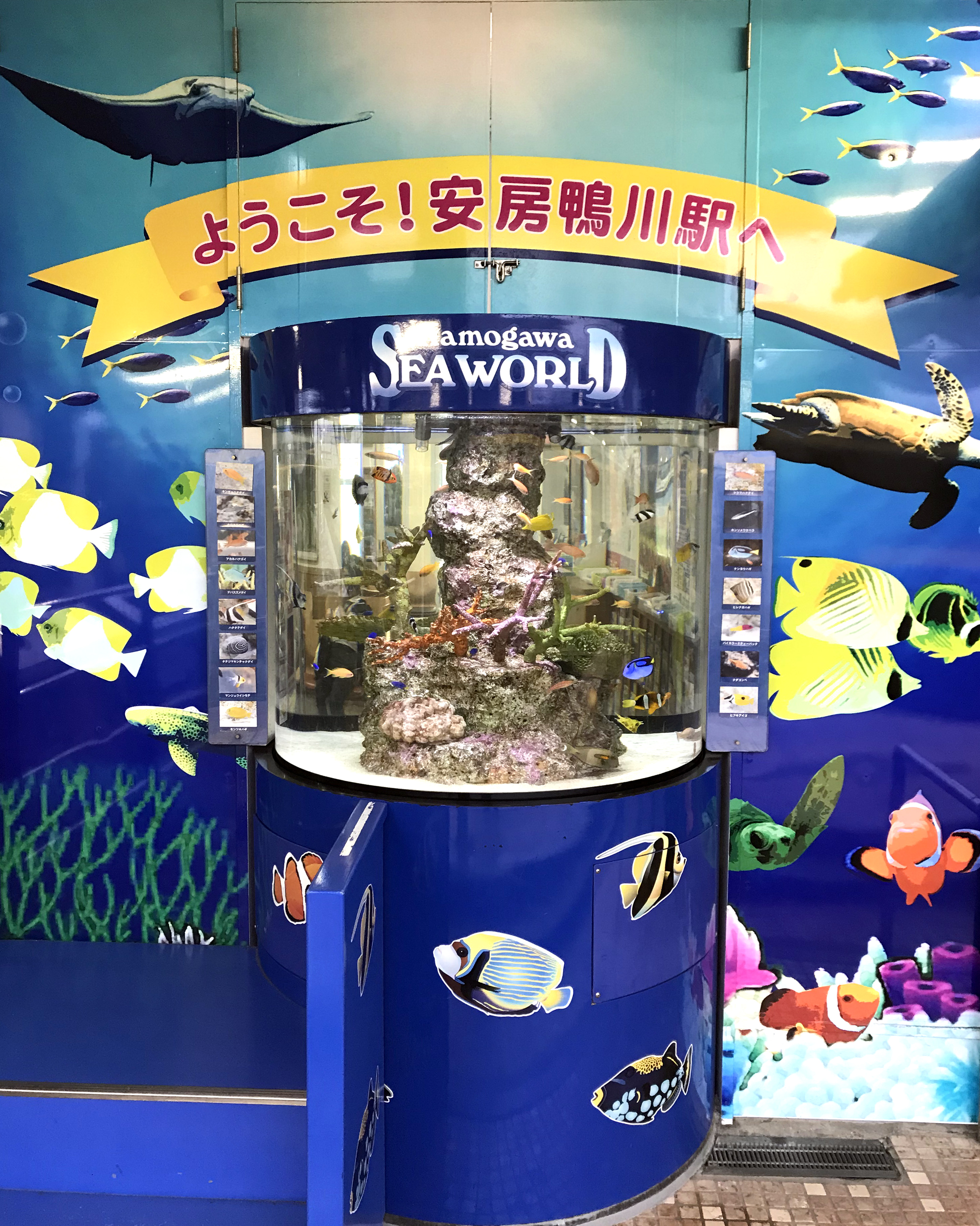
ミニ鴨川シーワールド水槽（2018年6月）

線路は繋がっているが、内房線と外房線それぞれの終着駅である。そのため、当駅から発車する列車は上りしか存在しない。1997年（平成9年）3月改正までは両路線を相互に直通（当駅を経由）する普通列車が設定されており、急行列車は1975年（昭和50年）3月まで両路線を循環運転していた。両路線の相互直通を頻繁に行うと、車両の向きが容易に反転する不都合が起きるため、1997年3月改正以降は定期列車は内房線・外房線共に全て当駅にて折返しを行っていたが、2021年3月13日ダイヤ改正で当駅を経由して直通運転する列車が復活している。なお、内房線にあたる区間が北条線として先に当駅まで開業し、外房線にあたる区間は後から当駅に乗り入れたため、当駅の所属線も内房線となっている。
内房線は普通列車のみだが、外房線は普通列車の他特急「わかしお」も当駅まで来ている。また「わかしお号」は鴨川シーワールドの無料送迎バスと接続をするダイヤが設定されている。「わかしお」の一部は当駅から勝浦駅までの区間を普通列車として運転する。なお普通列車は一部を除き内房線、外房線相互の上り列車を対面接続する。
また、2007年（平成19年）に開催された「ちばデスティネーションキャンペーン」では、多数の臨時列車が当駅に発着した。鴨川シーワールドの最寄り駅であることから、2013年（平成25年）1月12日より、地域とJR東日本、鴨川シーワールドが連携して鴨川の観光をアピールするため、熱帯の海の魚を展示する水槽を駅改札の隣に設置している。水槽は高さ2.1メートル、直径1.3メートルの円柱型。海洋の熱帯魚21種130匹が泳いでいる。

## 歴史

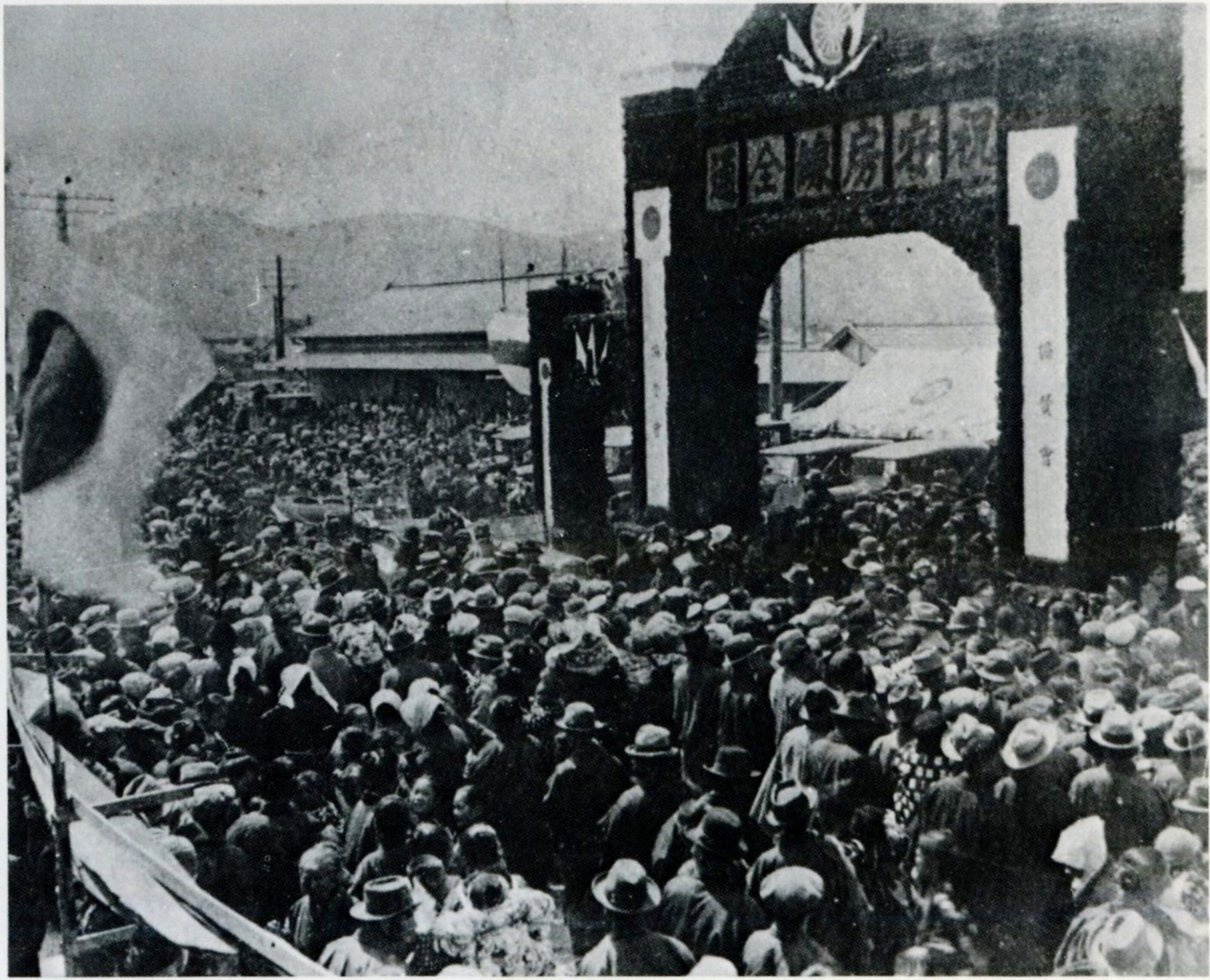
当駅前における、房総東西線全通祝賀式（1929年）

- 1925年（大正14年）7月11日：鉄道省北条線（現・内房線）の駅として開設[1]。
- 1929年（昭和4年）4月15日：房総線の安房鴨川延伸により北条線を房総線に編入[1]。房総線の駅となる[1]。
- 1933年（昭和8年）4月1日：房総線が当駅で房総西線と房総東線に分割される[1]。房総西線所属駅となる。
- 1972年（昭和47年）7月15日：路線名称変更により、房総西線が内房線[7]、房総東線が外房線となる[8]。
- 1974年（昭和49年）10月1日：貨物取扱廃止[5]。
- 1984年（昭和59年）2月22日：昭和天皇、香淳皇后の千葉県行幸啓に合わせて原宿駅発、安房鴨川駅着のお召し列車が運転[9]。
- 1985年（昭和60年）3月14日：荷物扱い廃止[5]。
- 1987年（昭和62年）4月1日：国鉄分割民営化に伴い、東日本旅客鉄道（JR東日本）の駅となる[7][8]。
- 1988年（昭和63年）4月14日：東西自由通路跨線橋開通[10]。
- 1989年（平成元年）3月25日：西口駅前ロータリー完成。西口開発へ。
- 2006年（平成18年）8月：駅舎改装。
- 2008年（平成20年）1月24日：構内跨線橋とホームを結ぶエレベーターの使用を開始[11]。
- 2009年（平成21年）
  - 3月3日：自由通路の跨線橋のエレベーターを使用開始[12]。
  - 3月14日：ICカード「Suica」の利用が可能となる[13]。東京近郊区間に組込まれる[13]。自動改札機と指定席券売機を導入。
  - 3月：駅待合室改良。
- 2012年（平成24年）4月：西口ロータリー整備完了[14]。
- 2023年（令和5年）
  - 1月31日：みどりの窓口の営業終了[15]。
  - 2月1日：話せる指定席券売機を導入[3]。

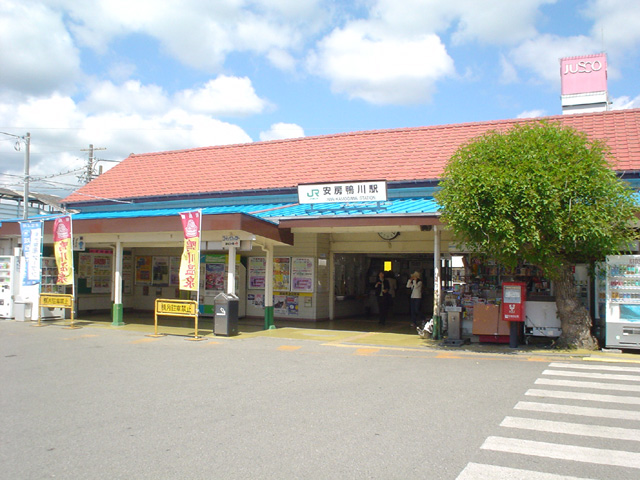
駅舎改装前（2005年5月）
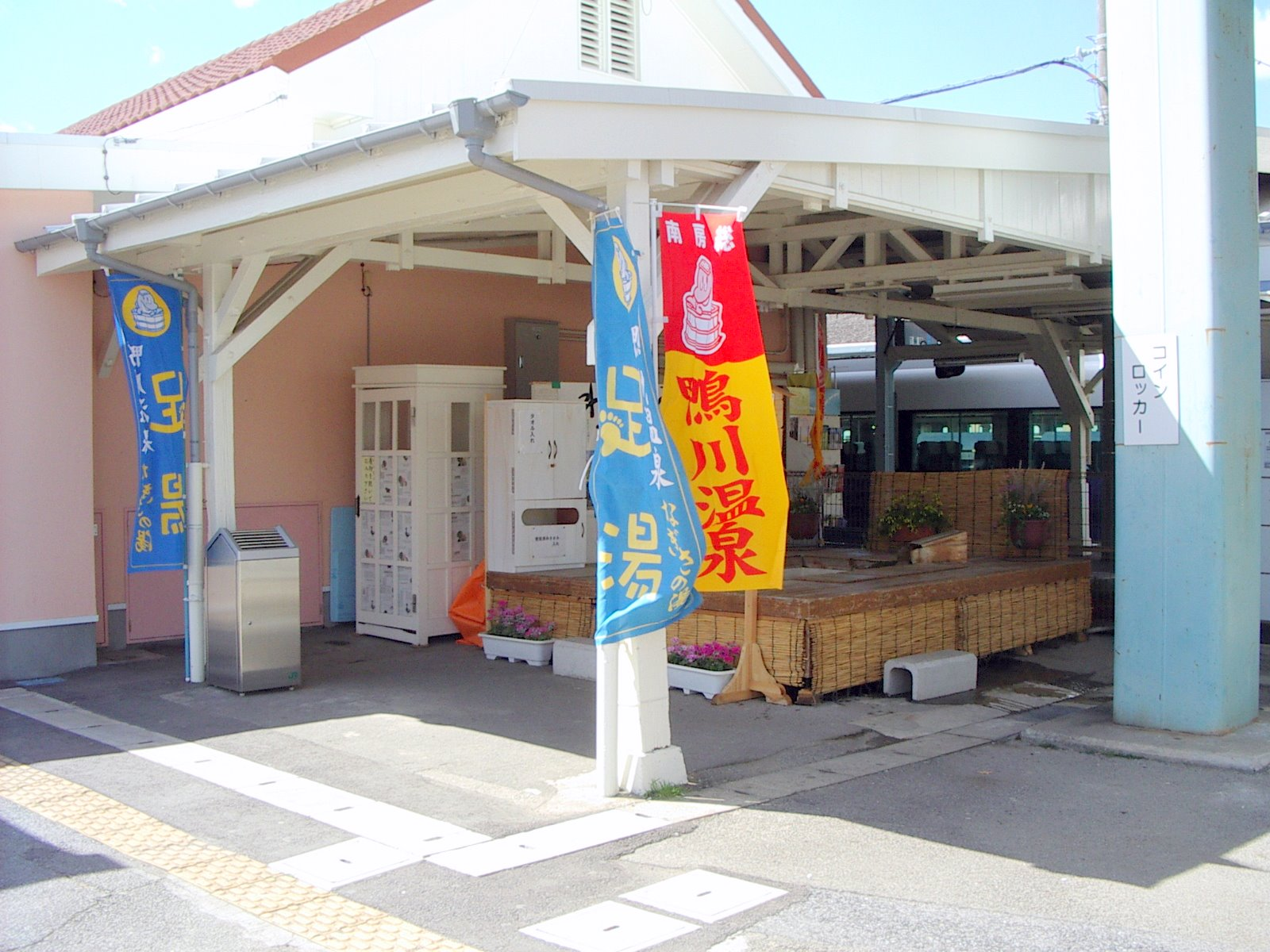
駅舎脇にあった足湯スペース（2007年9月）

## 駅構造
単式ホーム1面1線（1番線）と島式ホーム1面2線（2・3番線）、計2面3線を有する地上駅である。ホーム同士を結ぶ跨線橋には、エレベーターが設置されている。自由通路にも2009年（平成21年）3月3日にエレベーターが設置された。
茂原統括センターの直営駅であり、管理駅として外房線安房小湊駅と安房天津駅、内房線江見駅と太海駅を管理している。話せる指定席券売機、自動改札機（Suica対応）が導入されている。他にNewDaysがあるが、キャッシュレス専用の無人店舗となっている。
駅舎は東口にあり、前原海水浴場などへ便利である。市役所、イオンなどがある西口があり、東口とは改札外の自由通路で結ばれる。
駅西側に留置線が3本あり、夜間などは車両が留置される。この場合、回送列車は一度太海駅方面に車両を発車し、折返す形で留置線に入線して来る。従って、駅のすぐ太海駅側にある太一号踏切では、回送列車がここを通る場合は「開かずの踏切」となり、しばしば渋滞が発生する。
1番線のホーム上には地震計が設置されている。

### のりば
| 番線 | 路線    | 行先                             |
| ---- | ------- | -------------------------------- |
| 1・2 | ■外房線 | 勝浦・茂原・蘇我・千葉・東京方面 |
| 3    | ■内房線 | 館山・千葉方面                   |

（出典：JR東日本:駅構内図）
- 特急「わかしお」は、主に1番線を使用する。
- 多客時、一部特急「わかしお」が太海方面へ延長運転されることがある他、直通運転する臨時列車が設定されることがある。

| 運転番線 | 営業番線 | ホーム     | 勝浦方面着発 | 館山方面着発 | 備考   |
| -------- | -------- | ---------- | ------------ | ------------ | ------ |
| 1        | 1        | 11両分     | 到着・出発可 | 到着・出発可 |        |
| 2        | 2        | 11両分     | 到着・出発可 | 到着・出発可 |        |
| 3        | 3        | 11両分     | 到着・出発可 | 到着・出発可 |        |
| 4        |          | ホームなし | 不可         | 不可         | 留置線 |
| 5        |          | ホームなし | 不可         | 不可         | 留置線 |
| 6        |          | ホームなし | 不可         | 不可         | 留置線 |

- 外房線・内房線共終着駅であり当駅を通過することは出来ない（場内信号機に進行現示が無い）。
- 運転4 - 運転6番線と、ホームとの入出区は、太海方の内房線本線上にてスイッチバックを行う。
- 夜間、1・3番線、運転4 - 6番線に特急及び普通列車が留置される。日中にも運転4 - 6番線に留置される車両がある。

（出典：今尾恵介『JR東日本全線【決定版】鉄道地図帳vol.4 水戸・千葉支社管内編』学研プラス、2010年3月19日。ISBN 978-4056057652。）

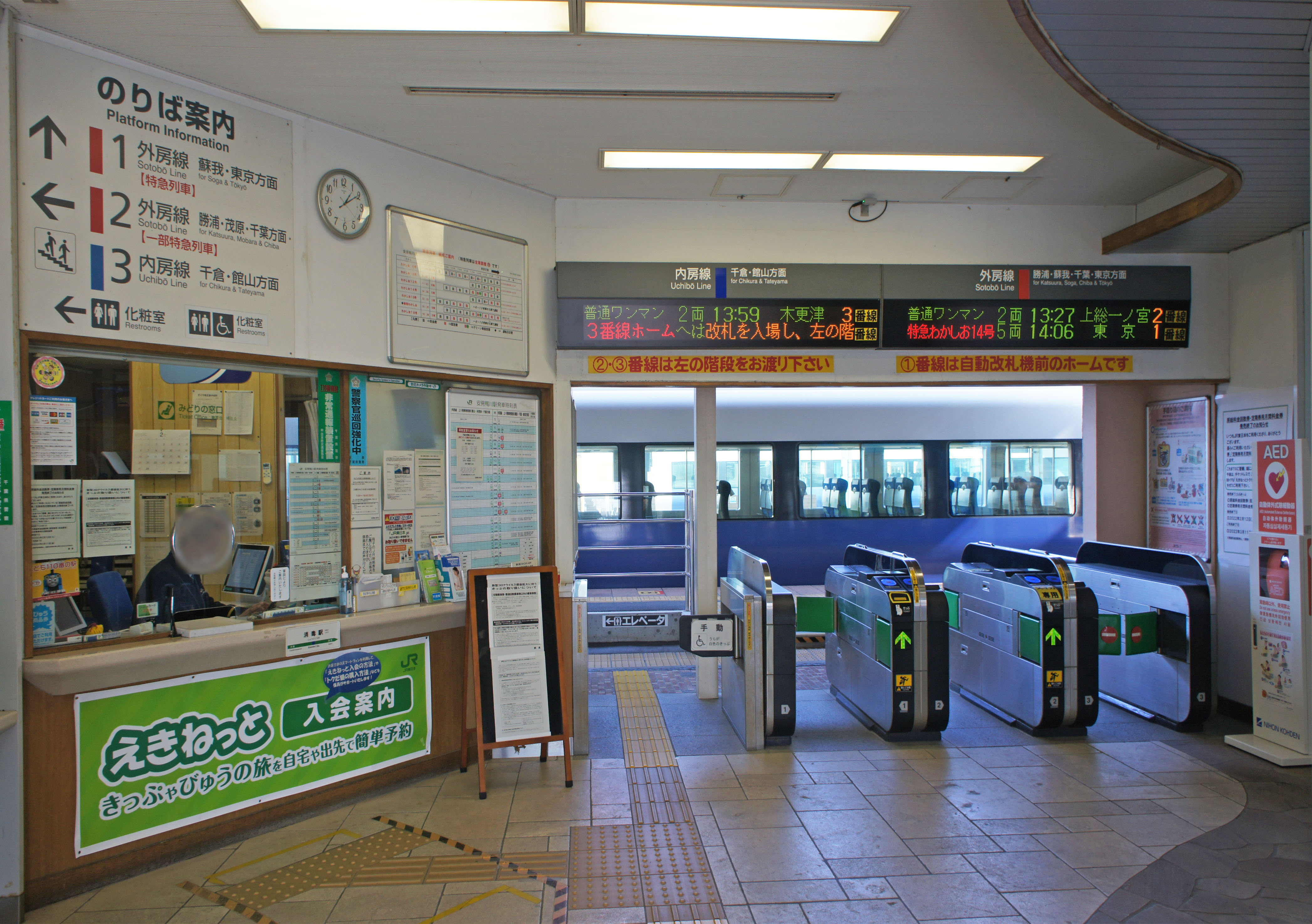
改札口（2022年2月）
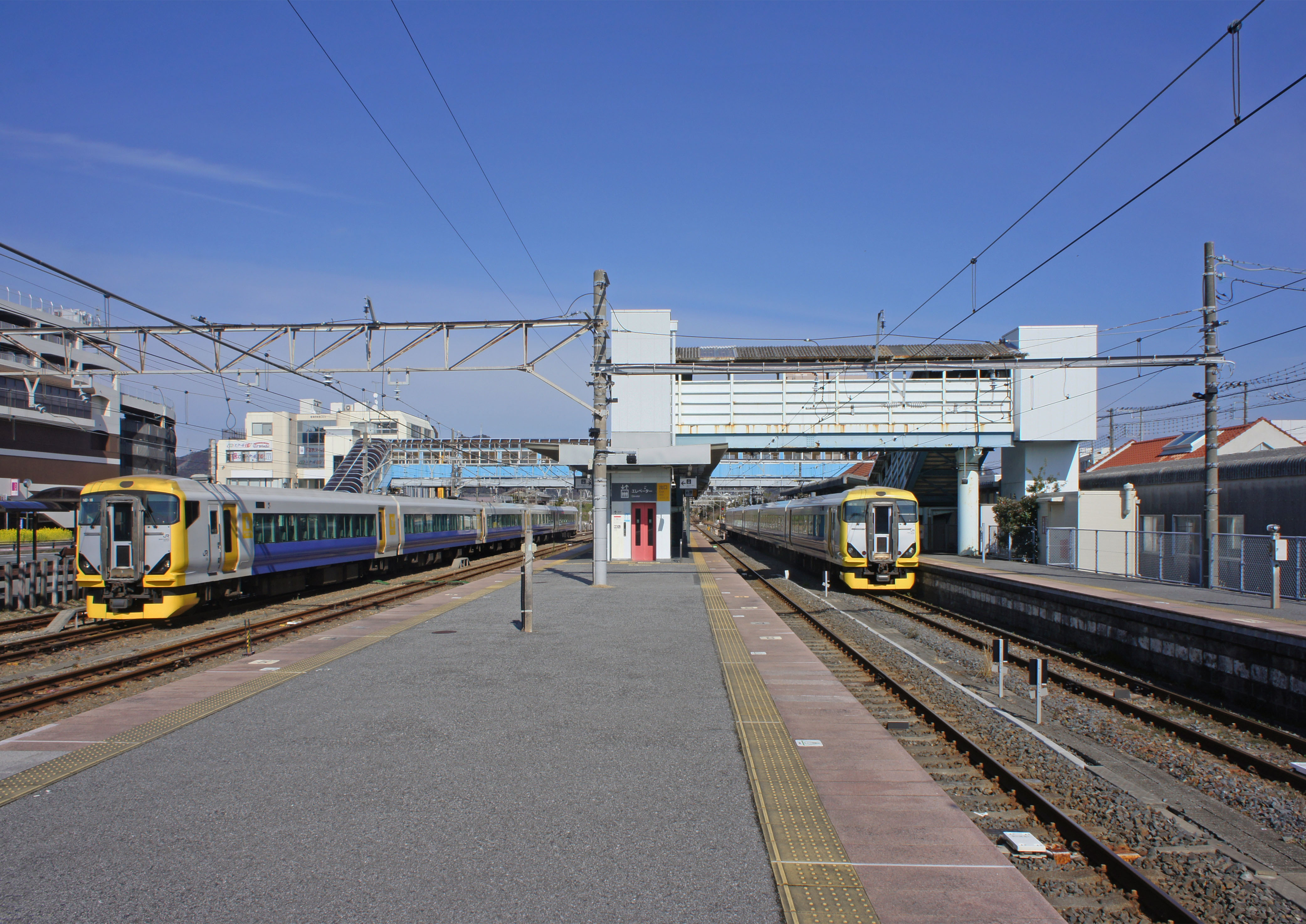
ホーム（2022年2月）

## 駅弁
2023年ごろまでは、主な駅弁として下記を販売していた。
- さんが焼き
- あさりめし

## 利用状況
2023年度（令和5年度）の1日平均乗車人員は1,107人である。近年は減少傾向が続いている。
1990年度（平成2年度）以降の1日平均乗車人員の推移は以下の通り。
| 年度               | 1日平均 乗車人員 | 出典     |
| ------------------ | ---------------- | -------- |
| 1990年（平成02年） | 3,433            | [ * 1 ]  |
| 1991年（平成03年） | 3,475            | [ * 2 ]  |
| 1992年（平成04年） | 3,251            | [ * 3 ]  |
| 1993年（平成05年） | 3,573            | [ * 4 ]  |
| 1994年（平成06年） | 3,372            | [ * 5 ]  |
| 1995年（平成07年） | 3,201            | [ * 6 ]  |
| 1996年（平成08年） | 2,995            | [ * 7 ]  |
| 1997年（平成09年） | 2,713            | [ * 8 ]  |
| 1998年（平成10年） | 2,501            | [ * 9 ]  |
| 1999年（平成11年） | 2,354            | [ * 10 ] |
| 2000年（平成12年） | 2,309            | [ * 11 ] |
| 2001年（平成13年） | 2,201            | [ * 12 ] |
| 2002年（平成14年） | 2,042            | [ * 13 ] |
| 2003年（平成15年） | 1,987            | [ * 14 ] |
| 2004年（平成16年） | 1,951            | [ * 15 ] |
| 2005年（平成17年） | 1,925            | [ * 16 ] |
| 2006年（平成18年） | 1,871            | [ * 17 ] |
| 2007年（平成19年） | 1,803            | [ * 18 ] |
| 2008年（平成20年） | 1,695            | [ * 19 ] |
| 2009年（平成21年） | 1,678            | [ * 20 ] |
| 2010年（平成22年） | 1,531            | [ * 21 ] |
| 2011年（平成23年） | 1,407            | [ * 22 ] |
| 2012年（平成24年） | 1,414            | [ * 23 ] |
| 2013年（平成25年） | 1,467            | [ * 24 ] |
| 2014年（平成26年） | 1,414            | [ * 25 ] |
| 2015年（平成27年） | 1,427            | [ * 26 ] |
| 2016年（平成28年） | 1,344            | [ * 27 ] |
| 2017年（平成29年） | 1,367            | [ * 28 ] |
| 2018年（平成30年） | 1,335            | [ * 29 ] |
| 2019年（令和元年） | 1,290            | [ * 30 ] |
| 2020年（令和02年） | 946              |          |
| 2021年（令和03年） | 999              |          |
| 2022年（令和04年） | 1,046            |          |
| 2023年（令和05年） | 1,107            |          |

## 駅周辺
駅東口は昔からの市街地を形成しており、中小商店街が連なる。東口から真っ直ぐ道を進むと前原海岸に突き当たる。駅西口は鴨川バイパスが開通してから開発された地区であり、イオン（フローレ鴨川）が立地する。
- 鴨川市役所
- フローレ鴨川ショッピングセンター（イオン鴨川店）
  - 鴨川市役所鴨川駅西口市民サービスセンター
- 鴨川郵便局
- 前原海水浴場
- 魚見塚展望台
- 一戦場スポーツ公園
- みんなみの里
- 大山千枚田
- 金山ダム - 桜の名所
- 鴨川温泉「なぎさの湯」源泉地
- 粟斗温泉
- 鴨川シーワールド
- 千葉県立長狭高等学校
- 鴨川令徳高等学校（文理開成高等学校改め）
- 国道128号
- 千葉県道34号鴨川保田線（長狭街道）
- 千葉県道247号浜波太港線
- 亀田総合病院
- 鴨川市立国保病院
- 東洋大学鴨川セミナーハウス

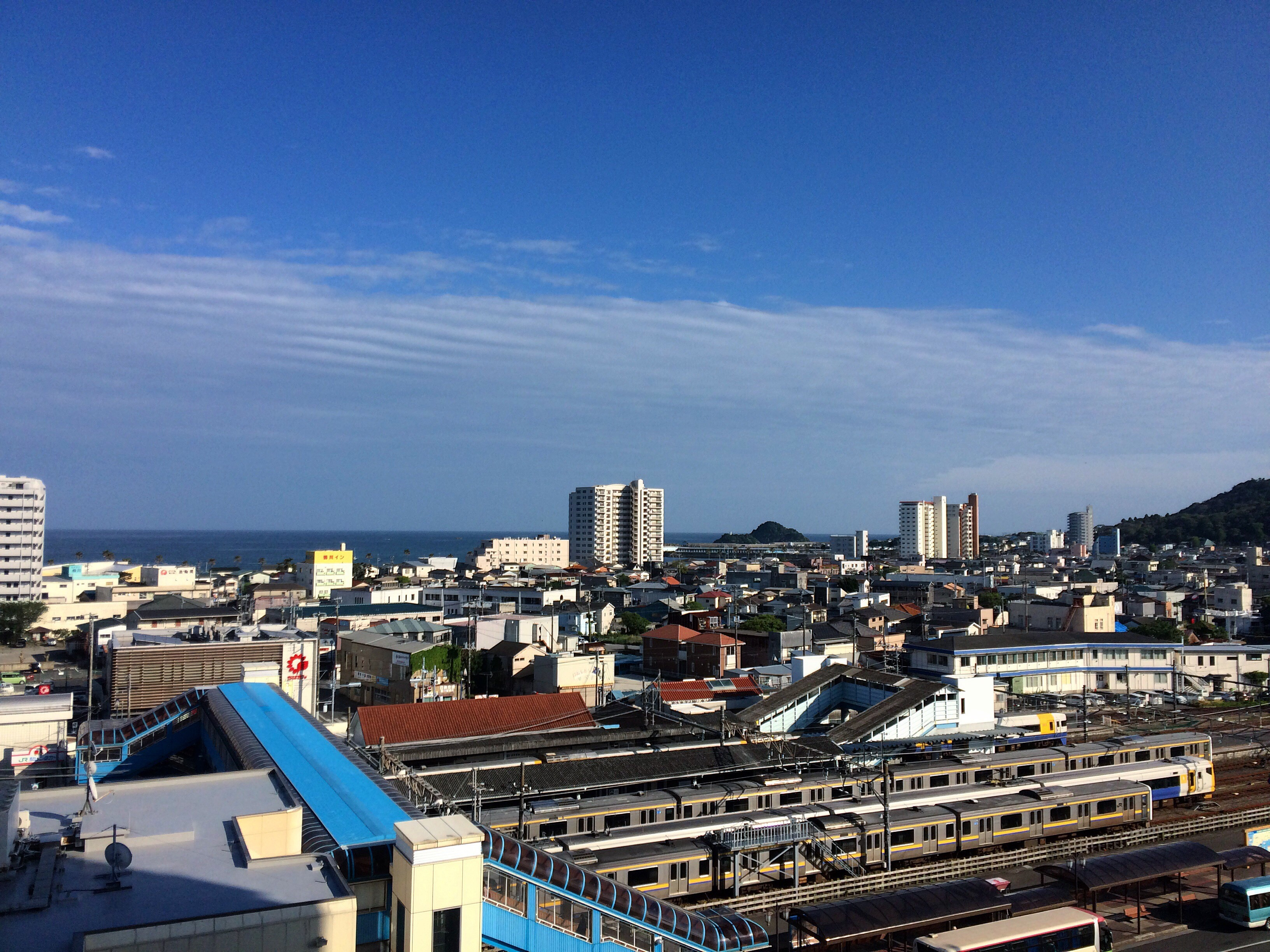
駅東口側周辺（2017年5月）
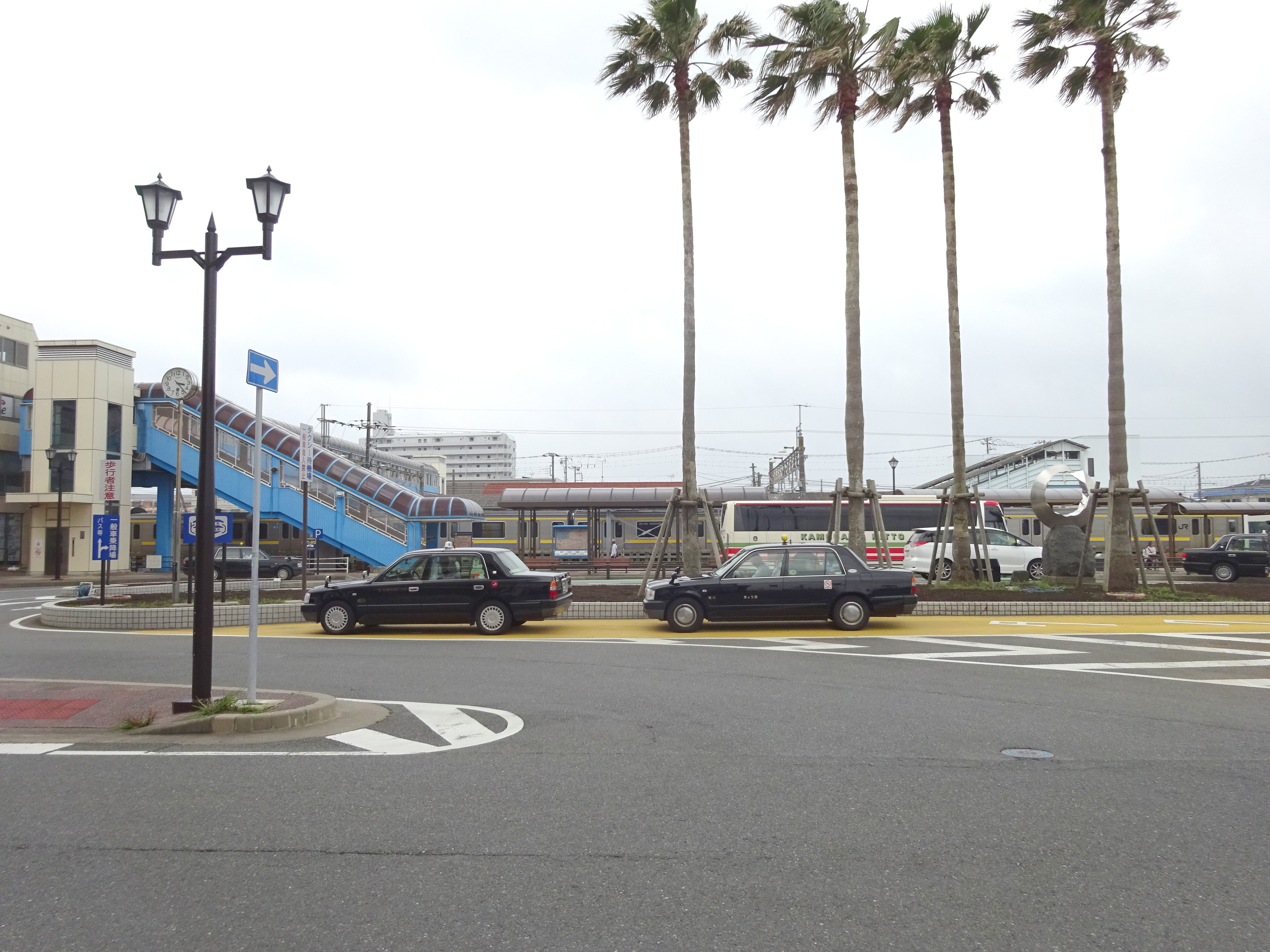
駅西側ロータリー（2018年5月）
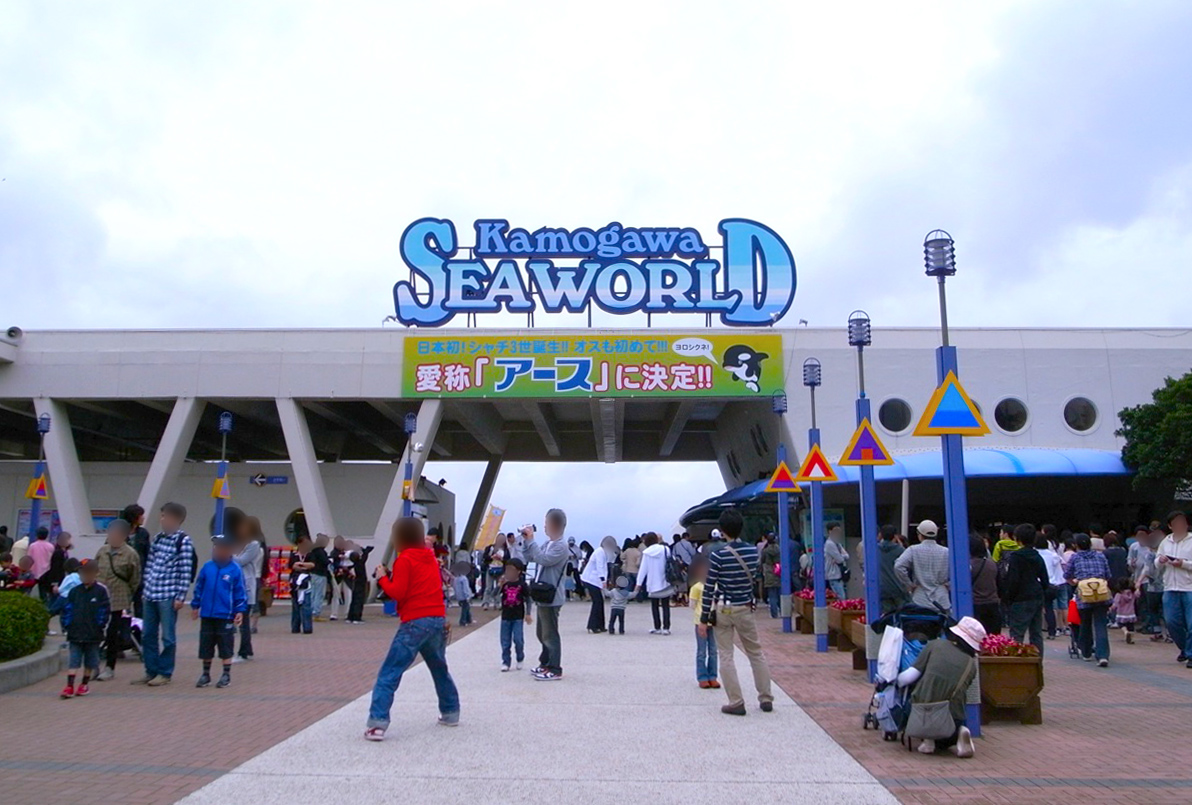
鴨川シーワールド
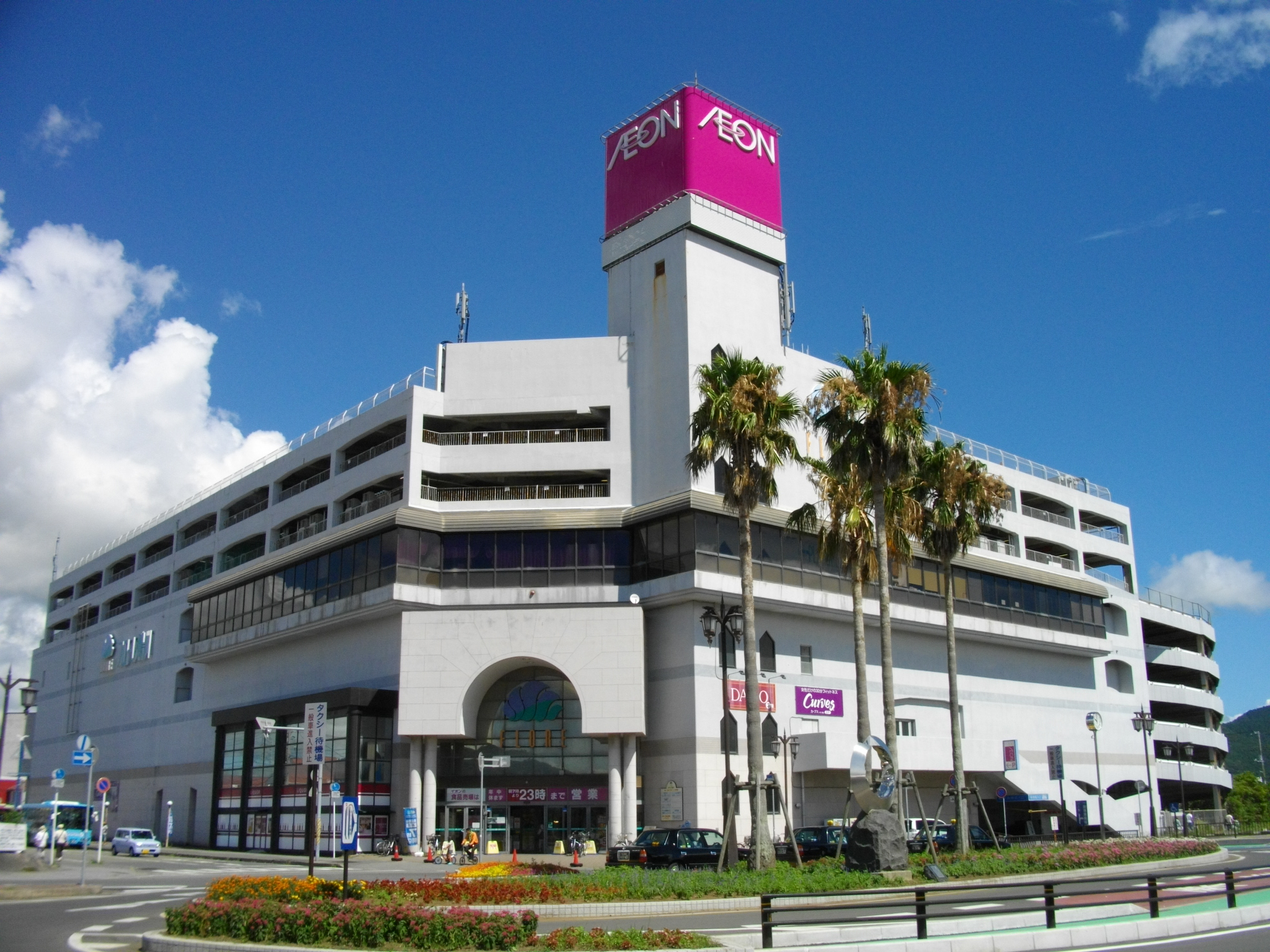
フローレ鴨川ショッピングセンター
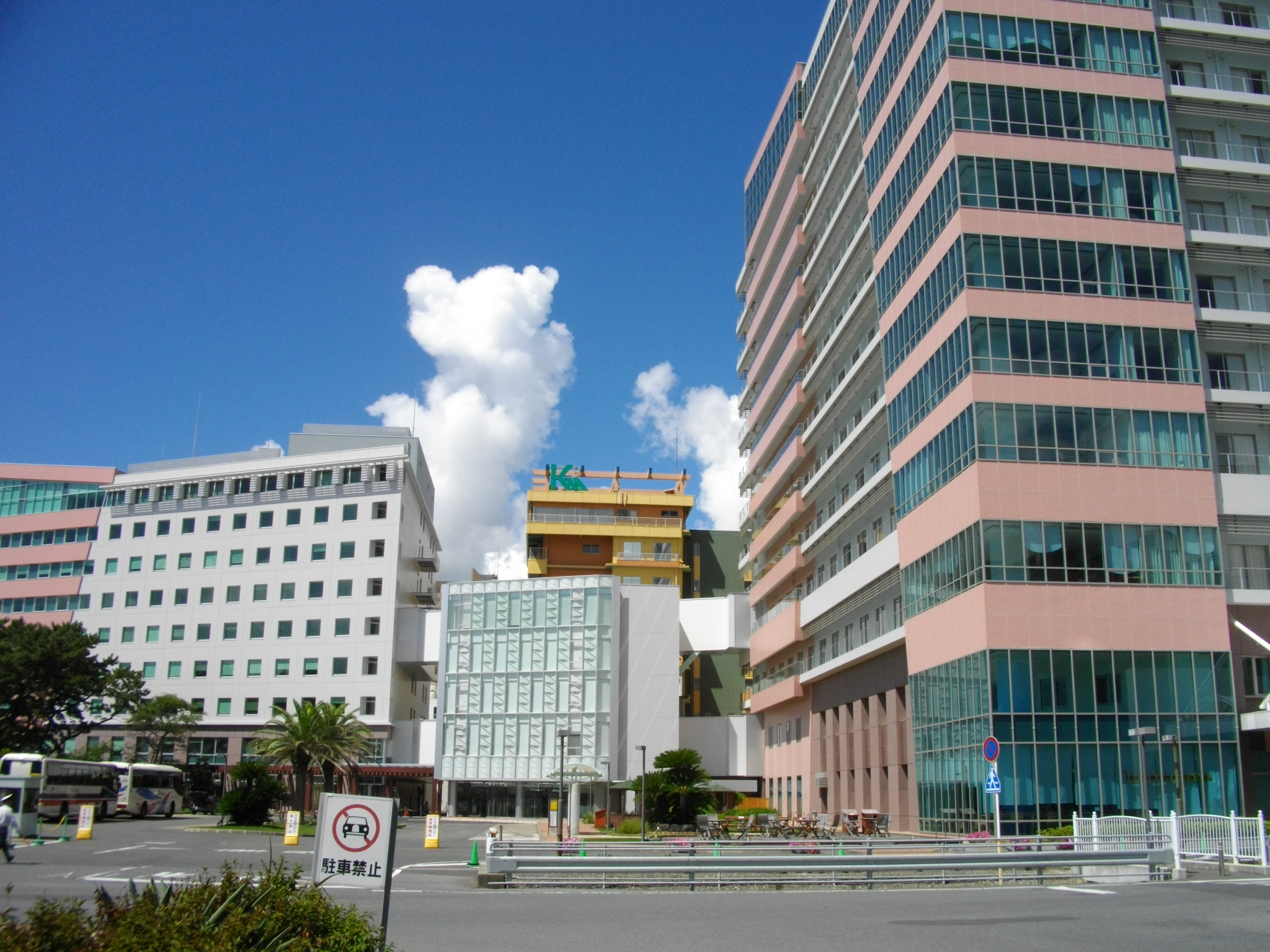
亀田総合病院

## バス路線
| 停留所名           | 運行事業者                     | 系統・行先                                                                                               | 備考                                     |
| ------------------ | ------------------------------ | --- | ---------------------------------------- |
| 安房鴨川駅（西口） | 日東交通・京成バス             | アクシー号：バスターミナル東京八重洲 / 東京タワー / 東雲車庫                                             | 「特急」系統および「急行」系統の設定あり |
| 安房鴨川駅（西口） | 日東交通・京成バス千葉イースト | カピーナ号：千葉駅                                                                                       |                                          |
| 安房鴨川駅（西口） | 日東交通                       | 木更津鴨川線（急行）：イオンモール木更津                                                                 |                                          |
| 鴨川駅西口         | 日東交通                       | 木更津鴨川線（急行）：亀田病院                                                                           |                                          |
| 鴨川駅西口         | 鴨川市コミュニティバス         | 北ルート：金山ダム / 内浦山県民の森 / 鯛の浦 南ルート：鴨川駅前 / 曽呂終点                               |                                          |
| 鴨川駅西口         | シーワールド無料送迎バス       | 鴨川シーワールド                                                                                         |                                          |
| 鴨川駅（東口）     | 日東交通                       | 館山鴨川線・長狭線：亀田病院 館山鴨川線：館山駅 鴨川市内線：仁右衛門島入口 / 誕生寺入口 長狭線：平塚本郷 |                                          |
| 鴨川駅（東口）     | 鴨川市コミュニティバス         | 南ルート：曽呂終点                                                                                       |                                          |

## その他
- 太海駅 - 当駅間は強風の影響を受けやすく、しばしば速度規制や運転中止になる。
- かつて駅舎には「なぎさの湯」を用いた足湯が設けられていたが、2007年の夏頃に撤去されている。

## 隣の駅
※外房線の特急「わかしお」、臨時特急「新宿わかしお」の隣の停車駅は列車記事を参照されたい。
東日本旅客鉄道（JR東日本）
■外房線
安房天津駅 - 安房鴨川駅 - （内房線）
■内房線
太海駅 - 安房鴨川駅 - （外房線）

### 記事本文

### 利用状況
1. ↑  千葉県統計年鑑 - 千葉県
2. ↑  鴨川市統計書 - 鴨川市

JR東日本の2000年度以降の乗車人員
1. 1 2  各駅の乗車人員（2023年度） - JR東日本
2. ↑  各駅の乗車人員（2000年度） - JR東日本
3. ↑  各駅の乗車人員（2001年度） - JR東日本
4. ↑  各駅の乗車人員（2002年度） - JR東日本
5. ↑  各駅の乗車人員（2003年度） - JR東日本
6. ↑  各駅の乗車人員（2004年度） - JR東日本
7. ↑  各駅の乗車人員（2005年度） - JR東日本
8. ↑  各駅の乗車人員（2006年度） - JR東日本
9. ↑  各駅の乗車人員（2007年度） - JR東日本
10. ↑  各駅の乗車人員（2008年度） - JR東日本
11. ↑  各駅の乗車人員（2009年度） - JR東日本
12. ↑  各駅の乗車人員（2010年度） - JR東日本
13. ↑  各駅の乗車人員（2011年度） - JR東日本
14. ↑  各駅の乗車人員（2012年度） - JR東日本
15. ↑  各駅の乗車人員（2013年度） - JR東日本
16. ↑  各駅の乗車人員（2014年度） - JR東日本
17. ↑  各駅の乗車人員（2015年度） - JR東日本
18. ↑  各駅の乗車人員（2016年度） - JR東日本
19. ↑  各駅の乗車人員（2017年度） - JR東日本
20. ↑  各駅の乗車人員（2018年度） - JR東日本
21. ↑  各駅の乗車人員（2019年度） - JR東日本
22. ↑  各駅の乗車人員（2020年度） - JR東日本
23. ↑  各駅の乗車人員（2021年度） - JR東日本
24. ↑  各駅の乗車人員（2022年度） - JR東日本

千葉県統計年鑑
1. ↑  千葉県統計年鑑（平成3年）
2. ↑  千葉県統計年鑑（平成4年）
3. ↑  千葉県統計年鑑（平成5年）
4. ↑  千葉県統計年鑑（平成6年）
5. ↑  千葉県統計年鑑（平成7年）
6. ↑  千葉県統計年鑑（平成8年）
7. ↑  千葉県統計年鑑（平成9年）
8. ↑  千葉県統計年鑑（平成10年）
9. ↑  千葉県統計年鑑（平成11年）
10. ↑  千葉県統計年鑑（平成12年）
11. ↑  千葉県統計年鑑（平成13年）
12. ↑  千葉県統計年鑑（平成14年）
13. ↑  千葉県統計年鑑（平成15年）
14. ↑  千葉県統計年鑑（平成16年）
15. ↑  千葉県統計年鑑（平成17年）
16. ↑  千葉県統計年鑑（平成18年）
17. ↑  千葉県統計年鑑（平成19年）
18. ↑  千葉県統計年鑑（平成20年）
19. ↑  千葉県統計年鑑（平成21年）
20. ↑  千葉県統計年鑑（平成22年）
21. ↑  千葉県統計年鑑（平成23年）
22. ↑  千葉県統計年鑑（平成24年）
23. ↑  千葉県統計年鑑（平成25年）
24. ↑  千葉県統計年鑑（平成26年）
25. ↑  千葉県統計年鑑（平成27年）
26. ↑  千葉県統計年鑑（平成28年）
27. ↑  千葉県統計年鑑（平成29年）
28. ↑  千葉県統計年鑑（平成30年）
29. ↑  千葉県統計年鑑（令和元年）
30. ↑  千葉県統計年鑑（令和2年）